# El Guarco (kacika)
El Guarco a spanyol hódítás idején Costa Rica egyik őslakos uralkodója (kacika) volt. Nevét Costa Rica Központi Völgyének keleti része, pontosabban az El Guarco-völgy, (itt található Cartago városa), és a Cartago tartományban található El Guarco kanton őrzik.
Úgy tűnik, uralma a Virilla folyó partjától a Tierra Adentro tartományban található Chirripó vidékéig terjedt.

## Etimológia
Manuel M. de Peralta "a Costa Rica-i őslakosok" című esszéje szerint a Guarco egy bennszülött szó, amely az azték nyelvű Qualcan kifejezésből származik, qualli: jó, kényelmes, és can: hely. Qualcan vagy Guarco: jó hely. Don Alonso de Molina, katolikus pap szerint; „védett és kényelmes hely”.
Lehetséges, hogy az El Guarco nem személynév volt, hanem a királyi cím elnevezése, és azt jelenti: „Co őrszeme". Egyes források El Guarcót a keleti huetár királyság uralkodójaként említik.

## Utóda
Királyként fia vagy közeli rokona, Correque követte őt, akit Fernando Correque néven kereszteltek meg, és Tucurrique encomienda-ja volt. Egy 1584-ben Diego de Artieda Chirino y Uclés kormányzó által aláírt dokumentumban a következőkről tesznek említést:

„
... Don Fernando, e föld egészének királya és természetes ura, Guarco fia, ugyanezen föld ura és törvényes utóda és örököse ...”

## Purapura közösség
A Pero Afán de Ribera y Gómez kormányzó által uralt települések (melyeket 1569-ben, jogtalanul hajtott uralma alá), listáján egy Guarco nevű király is szerepel, mint a Purapura nevű közösség uralkodója, amely szerinte ötven főt számlált, bár egyes történészek szerint ötven családról volt szó.
Purapurát egy másik, Pucuca nevű közösséggel együtt egy Juan Alonso nevű személyre volt bízva (encomienda). Tekintettel arra, hogy Purapura közösségének nyilvánvalóan kevés lakosa volt, és hogy egy magánszemélynek adták, nem pedig a koronának, ahogyan azt a legfontosabb közösségekkel - amelyeket a spanyolok cabeceras de cacicazgo néven emlegettek - kellett volna tenni, úgy tűnik, Guarco nem Correque apja, hanem egy névrokona volt.

## Fordítás
- Ez a szócikk részben vagy egészben  az   El Guarco (cacique) című spanyol Wikipédia-szócikk ezen változatának fordításán alapul.  Az eredeti cikk szerkesztőit annak laptörténete sorolja fel. Ez a jelzés csupán a megfogalmazás eredetét és a szerzői jogokat jelzi, nem szolgál a cikkben szereplő információk forrásmegjelöléseként.
- Ez a szócikk részben vagy egészben  az   El Guarco című angol Wikipédia-szócikk ezen változatának fordításán alapul.  Az eredeti cikk szerkesztőit annak laptörténete sorolja fel. Ez a jelzés csupán a megfogalmazás eredetét és a szerzői jogokat jelzi, nem szolgál a cikkben szereplő információk forrásmegjelöléseként.